# Christian Carl Frederik Ludvig von der Lühe
Christian Carl Frederik Ludvig von der Lühe (født 10. marts 1770 i København, død 24. oktober 1819 sammesteds) var en dansk officer og kammerherre, halvbror til Carl Gottlob Joachim von der Lühe.
Han var søn af overpræsident, kammerherre, gehejmeråd, Hvid Ridder, senere gehejmekonferensråd og Blå Ridder Volrad August von der Lühe og 2. hustru overhofmesterinde hos dronning Caroline Mathilde
Margrethe født komtesse Holck. Han blev 1786 student, privat dimitteret, 1789 cand.jur. og var 1791 udenlands med Frederik Sneedorff. 1806 blev han sekondløjtnant i Kongens Livjægerkorps, 1807 premierløjtnant og 1810 kammerherre. 1811 blev han karakteriseret kaptajn og sat à la suite og fik samme år kaptajns anciennitet.
Han var ugift.